# 切爾沃納多利納 (博布里涅茨區)
48°5′56″N 32°1′47″E / 48.09889°N 32.02972°E
切爾沃納多利納（烏克蘭語：Червона Долина），是烏克蘭中部的村莊，隸屬基洛夫格勒州的克羅皮夫尼茨基區。該村面積0.75平方公里，海拔高度160米，2001年人口161，人口密度每平方公里215.5人。